# Rapsódia

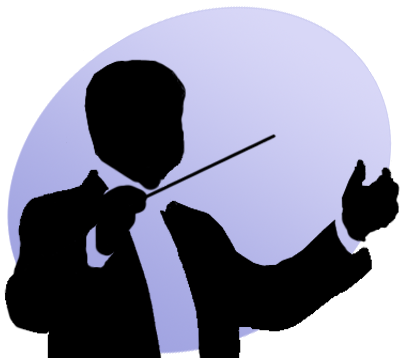
Ilustração de um condutor

Rapsódia é uma composição livre que obedece características especiais ou clássicas, é uma justaposição, de escassa unidade formal de melodias populares e de temas conhecidos, extraídos com frequência de óperas e operetas. Também pode ser associada a uma peça próxima ao improviso, com fulcro em temas de inspiração folclórica (como podemos ainda ver na literatura, em Macunaíma, de Mário de Andrade); recitação de um poema (épico, geralmente), como ocorria na Grécia antiga; episódio de poema homérico.
As rapsódias caracterizam-se por terem apenas um movimento, mas podendo integrar fortes variações de tema, intensidade, tonalidade, sem necessidade de seguir uma estrutura pré-definida. A sua forma consegue ser mais livre que as variações, uma vez que não há necessidade de repetir os temas, podem-se criar novos ao sabor da inspiração. As variações de Sergei Rachmaninoff sobre um tema de Niccolò Paganini possuem uma estrutura tão livre que o próprio Rachmaninoff as intitulou de Rapsódia sobre um tema de Paganini.
Os compositores românticos tiveram um interesse especial pelas rapsódias. Alguns declararam que a rapsódia os ajuda a dar corpo a uma música como os rasgos do tordo (Turdus philomelos) descrito por Robert Browning no seu Home Thoughts, from Abroad (1845).

## Rapsódias
A cena de loucura da heroína na ópera Lucia di Lammermoor de Donizetti está escrita de forma rapsódica. Mas, para uma melhor compreensão das características de uma rapsódia, podem-se citar alguns exemplos mais conhecidos:
- Sergei Rachmaninoff, Rapsódia sobre um tema de Paganini
- Claude Debussy, Première Rhapsodie
- Franz Liszt, Rapsódias húngaras
- Johannes Brahms, Rapsódias para pianoforte solo, Segunda Rapsódia
- Emmanuel Chabrier, España uma rapsódia de temas espanhóis.
- George Gershwin, Rhapsody in Blue e a Segunda Rapsódia
- George Enescu, Rapsódias romenas
- Edward German, Rapsódia galesa
- Ralph Vaughan Williams, Norfolk Rhapsody No.1
- Maurice Ravel, Rapsódia espanhola
- Queen, Bohemian Rhapsody
- Maksim Mrvica, Rapsódia croata
- John Serry, Rapsódia americana
- Aminollah Hossein, Rapsódias persas
- David Popper, Rapsódia húngara
- Sivuca e Orquestra Sinfônica do Recife, Rapsódia Gonzaguiana
- Syfonia, Rhapsody In Black
- Girls' Generation (SNSD), I Got A Boy